# Lijst van voetbalinterlands Denemarken - Saoedi-Arabië
Deze lijst van voetbalinterlands is een overzicht van alle officiële voetbalwedstrijden tussen de nationale teams van Denemarken en Saoedi-Arabië. De landen speelden tot op heden drie keer tegen elkaar. De eerste ontmoeting, een groepswedstrijd tijdens de FIFA Confederations Cup 1995, werd gespeeld in Riyad op 8 januari 1995. Het laatste duel, een vriendschappelijke wedstrijd, vond plaats op 13 februari 2002 in de Saoedi-Arabische hoofdstad.

## Wedstrijden
| № | Plaats | Datum            | Competitie                   | Wedstrijd                  | Uitslag |
| - | ------ | ---------------- | ---------------------------- | -------------------------- | ------- |
| 1 | Riyad  | 8 januari 1995   | FIFA Confederations Cup 1995 | Saoedi-Arabië – Denemarken | 0 – 2   |
| 2 | Lens   | 12 juni 1998     | WK 1998                      | Saoedi-Arabië – Denemarken | 0 – 1   |
| 3 | Riyad  | 13 februari 2002 | Vriendschappelijk            | Saoedi-Arabië – Denemarken | 0 – 1   |

## Samenvatting
| Competitie              | Totaal gespeeld | Winst Denemarken | Gelijk | Winst Saoedi-Arabië | Doelsaldo Denemarken – Saoedi-Arabië |
| ----------------------- | --------------- | ---------------- | ------ | ------------------- | ------------------------------------ |
| WK-eindronde            | 1               | 1                | 0      | 0                   | 1 − 0                                |
| FIFA Confederations Cup | 1               | 1                | 0      | 0                   | 2 − 0                                |
| Vriendschappelijk       | 1               | 1                | 0      | 0                   | 1 − 0                                |
| Totaal                  | 3               | 3                | 0      | 0                   | 4 − 0                                |

Wedstrijden bepaald door strafschoppen worden, in lijn met de FIFA, als een gelijkspel gerekend.

## Details

### Eerste ontmoeting
| FIFA Confederations Cup 1995 (Riyad, Saoedi-Arabië, 8 januari 1995): |              | |
| Saoedi-Arabië | 0 – 2        | Denemarken |
| | goals        | 43' Brian Laudrup 90' Morten Wieghorst |
| Mohamed Al-Karashi | bondscoach   | Richard Møller Nielsen |
| Hussein Al-Sadiq Mohammed Al-Khilaiwi Ahmed Madani Abdullah Zubromawi Fuad Amin Fahad Al-Ghashiyan Hamzah Saleh Sami Al-Jaber 87' Said Al-Owairan Fahad Mehalel 46' Ahmed Eesa | opstellingen | Lars Høgh Marc Rieper Jes Høgh Jens Risager Michael Schjønberg Brian Steen Nielsen 46' Mark Strudal Brian Laudrup Jacob Laursen Jesper Kristensen 78' Peter Rasmussen |
| Hussain Korshi 46' Abdullah Al-Dosari 87' | wissels      | 46' Bo Hansen 78' Morten Wieghorst |
| Fahad Al-Ghashiyan 59' | gele kaarten | 89' Marc Rieper |
| - Debuut van Jacob Laursen (Silkeborg IF), Michael Schjønberg (OB Odense) en Bo Hansen (Brøndby IF) voor Denemarken.                                                           |              | |

### Tweede ontmoeting
| WK 1998 (Lens, Frankrijk, 12 juni 1998): |              | |
| Saoedi-Arabië | 0 – 1        | Denemarken |
| | goals        | 69' Marc Rieper |
| Carlos Alberto Parreira | bondscoach   | Bo Johansson |
| Mohammed Al-Deayea Mohammed Al-Jahani Mohammed Al-Khilaiwi Abdullah Zubromawi Fuad Amin 79' Ibrahim Al-Shahrani Sami Al-Jaber 83' Hussein Sulimani Khamis Dossari Saeed Al-Owairan 79' Khalid Al-Muwallid | opstellingen | Peter Schmeichel Michael Schjønberg Marc Rieper Jes Høgh Søren Colding Thomas Helveg 65' Morten Wieghorst 83' Brian Laudrup Michael Laudrup 73' Martin Jørgensen Ebbe Sand |
| Hamzah Saleh 79' Obeid Al-Dossari 79' Youssef Al-Thuniyan 83' | wissels      | 65' Allan Nielsen 73' Per Frandsen 83' Jan Heintze |
| Khalid Al-Muwallid 11' | gele kaarten | 12' Morten Wieghorst 60' Marc Rieper 73' Allan Nielsen |

### Derde ontmoeting
| Vriendschappelijk (Riyad, Saoedi-Arabië, 13 februari 2002): |              | |
| Saoedi-Arabië | 0 – 1        | Denemarken |
| | goals        | 17' Ebbe Sand |
| Nasser Al-Johar | bondscoach   | Morten Olsen |
| Mohammad Al-Khojali 90' Ridha Takar Abdullah Zubromawi Mohammad Al-Jahani 74' Saleh Al-Saqri 64' Ibrahim Al-Harbi 59' Omar Al-Ghamdi 55' Abdullah Al-Khosran Talal Al-Meshel Abdullah Al-Jamman 55' Mohammad Noor 79' | opstellingen | Thomas Sørensen Kasper Bøgelund René Henriksen 62' Martin Laursen 46' Thomas Gravesen 78' Stig Tøfting Niclas Jensen Peter Løvenkrands Dennis Rommedahl 75' Ebbe Sand 62' Jon Dahl Tomasson |
| Saleh Al-Mohammadi 55' Hassan Al-Yami 55' Abdullah Al-Waked 59' 90' Nawaf Al-Temyat 64' Ahmed Al-Dosari 74' Saad Al-Zahrani 79' Mohammed Al-Deayea 90' Ahmed Jahawi 90'                                               | wissels      | 46' Peter Nielsen 62' Daniel Jensen 62' Jan Michaelsen 75' Marc Nygaard 78' Allan Nielsen                                                                                                   |
| | gele kaarten | 37' Thomas Gravesen 86' Jan Michaelsen |
| - Debuut van Peter Løvenkrands (Glasgow Rangers), Kasper Bøgelund (PSV) en Daniel Jensen (sc Heerenveen) voor Denemarken.                                                                                             |              | |

DBU · A-internationals · Selecties · Bondscoaches · Deens vrouwenelftal · Olympisch elftal · Denemarken U21 · Denemarken U20 · Denemarken U19 · Denemarken U18 · Denemarken U17 · Denemarken U16 · Vrouwen U17
1908 – 1919 ·
1920 – 1929 ·
1930 – 1939 ·
1940 – 1949 ·
1950 – 1959 ·
1960 – 1969 ·
1970 – 1979 ·
1980 – 1989 ·
1990 – 1999 ·
2000 – 2009 ·
2010 – 2019 ·
2020 − 2029
EK's: 1964 · 
1984 · 
1988 · 
1992 · 
1996 · 
2000 · 
2004 · 
2012 · 
2020 · 
2024
WK's: 1986 · 
1998 · 
2002 · 
2010 · 
2018 · 
2022
OS: 1908 · 
1912 · 
1920 · 
1948 · 
1952 · 
1960 · 
1972 · 
1992 · 
2016
1908 · 
1909 · 
1910 · 
1911 · 
1912 · 
1913 · 
1914 · 
1915 · 
1916 · 
1917 · 
1918 · 
1919 · 
1920 · 
1921 · 
1922 · 
1923 · 
1924 · 
1925 · 
1926 · 
1927 · 
1928 · 
1929 · 
1930 · 
1931 · 
1932 · 
1933 · 
1934 · 
1935 · 
1936 · 
1937 · 
1938 · 
1939 · 
1940 · 
1941 · 
1942 · 
1943 · 
1944 · 
1946 · 
1947 · 
1948 · 
1949 · 
1950 · 
1952 · 
1952 · 
1953 · 
1954 · 
1955 · 
1956 · 
1957 · 
1958 · 
1959 · 
1960 · 
1961 · 
1962 · 
1963 · 
1964 · 
1965 · 
1966 · 
1967 · 
1968 · 
1969 · 
1970 · 
1971 · 
1972 · 
1973 · 
1974 · 
1975 · 
1976 · 
1977 · 
1978 · 
1979 · 
1980 · 
1981 · 
1982 · 
1983 · 
1984 · 
1985 · 
1986 · 
1987 · 
1988 · 
1989 · 
1990 ·
1991 · 
1992 · 
1993 · 
1994 · 
1995 · 
1996 · 
1997 · 
1998 · 
1999 · 
2000 · 
2001 · 
2002 · 
2003 · 
2004 · 
2005 · 
2006 · 
2007 · 
2008 · 
2009 · 
2010 · 
2011 · 
2012 · 
2013 · 
2014 · 
2015 · 
2016 · 
2017 · 
2018 ·
2019 ·
2020 ·
2021 ·
2022 ·
2023
Albanië ·
Algerije ·
Argentinië ·
Armenië ·
Australië ·
België ·
Bermuda ·
Bosnië en Herzegovina · 
Brazilië ·
Bulgarije ·
Canada ·
Chili ·
Cyprus ·
DDR ·
Duitsland ·
Ecuador ·
Egypte ·
Engeland ·
Estland ·
Faeröer · 
Finland · 
Frankrijk ·
Gambia ·
Georgië ·
Ghana ·
Gibraltar ·
GOS ·
Griekenland ·
Honduras ·
Hongarije ·
Hongkong ·
Ierland ·
IJsland ·
Indonesië ·
Iran ·
Israël ·
Italië ·
Japan ·
Joegoslavië ·
Kameroen ·
Kazachstan ·
Kosovo · 
Kroatië · 
Letland ·
Liechtenstein ·
Litouwen ·
Luxemburg ·
Malta ·
Marokko ·
Mexico ·
Moldavië · 
Montenegro · 
Nederland ·
Nederlandse Antillen ·
Nigeria ·
Noord-Ierland ·
Noord-Macedonië ·
Noorwegen ·
Oekraïne ·
Oostenrijk ·
Panama ·
Paraguay ·
Peru ·
Polen ·
Portugal ·
Roemenië ·
Rusland ·
San Marino ·
Saoedi-Arabië ·
Schotland ·
Senegal ·
Servië ·
Singapore ·
Slovenië ·
Slowakije ·
Sovjet-Unie ·
Spanje ·
Suriname ·
Thailand ·
Togo · 
Tsjechië ·
Tsjecho-Slowakije ·
Tunesië · 
Turkije · 
Uruguay ·
Verenigde Arabische Emiraten ·
Verenigde Staten ·
Wales ·
Wit-Rusland ·
Zuid-Afrika ·
Zuid-Korea ·
Zweden ·
Zwitserland
Argentinië (1995) · 
Australië (2018) ·
Australië (2022) · 
België (2021) · 
Duitsland (1992) · 
Duitsland (2012) · 
Engeland (2021) · 
Finland (2021) · 
Frankrijk (2002) · 
Frankrijk (2018) · 
Japan (2010) · 
Kameroen (2010) · 
Kroatië (2018) · 
Nederland (2010) · 
Nederland (2012) · 
Peru (2018) · 
Portugal (2012) · 
Rusland (2021) · 
Senegal (2002) · 
Tsjechië (2021) · 
Uruguay (2002) · 
Wales (2021)
SAFF · A-internationals · Selecties · Bondscoaches · Statistieken · Saoedi-Arabisch vrouwenelftal · Saoedi-Arabië U21 · Saoedi-Arabië U20 · Saoedi-Arabië U19 · Saoedi-Arabië U18 · Saoedi-Arabië U17
1950 – 1959 · 
1960 – 1969 · 
1970 – 1979 · 
1980 – 1989 · 
1990 – 1999 · 
2000 – 2009 · 
2010 – 2019 ·
2020 − 2029
WK 1994 · 
WK 1998 · 
WK 2002 · 
WK 2006 · 
WK 2018
OS 1984 · 
OS 1996 · 
OS 2020
1957 · 
1958 · 1959 · 1960 · 
1961 · 
1962 · 
1963 · 
1964 · 1965 · 1966 · 
1967 · 
1968 · 
1969 · 
1970 · 
1971 · 
1972 · 
1973 · 
1974 · 
1975 · 
1976 · 
1977 · 
1978 · 
1979 · 
1980 · 
1981 · 
1982 · 
1983 · 
1984 · 
1985 · 
1986 · 
1987 · 
1988 · 
1989 · 
1990 · 
1991 · 
1992 · 
1993 · 
1994 · 
1995 · 
1996 · 
1997 · 
1998 · 
1999 · 
2000 · 
2001 · 
2002 · 
2003 · 
2004 · 
2005 · 
2006 · 
2007 · 
2008 · 
2009 · 
2010 · 
2011 · 
2012 · 
2013 ·
2014 ·
2015 ·
2016 ·
2017 ·
2018 ·
2019 ·
2020 ·
2021 ·
2022 ·
2023
Afghanistan · 
Albanië ·
Algerije · 
Angola · 
Argentinië · 
Australië · 
Azerbeidzjan · 
Bahrein · 
Bangladesh · 
België · 
Bhutan · 
Bolivia · 
Brazilië · 
Bulgarije · 
Cambodja ·
Canada · 
Chili · 
China · 
Colombia ·
Congo-Brazzaville · 
Congo-Kinshasa · 
Costa Rica · 
Cyprus · 
Denemarken · 
Duitsland · 
Ecuador ·
Egypte · 
Engeland · 
Equatoriaal-Guinea ·
Estland · 
Finland · 
Frankrijk · 
Gabon · 
Gambia ·
Georgië · 
Ghana · 
Griekenland ·
Honduras · 
Hongarije · 
Hongkong · 
Ierland · 
IJsland · 
India · 
Indonesië · 
Irak · 
Iran · 
Italië ·
Jamaica · 
Japan · 
Jemen · 
Jordanië · 
Kameroen · 
Kazachstan · 
Kirgizië · 
Koeweit · 
Kroatië ·
Laos ·
Letland ·
Libanon · 
Libië · 
Liechtenstein · 
Litouwen ·
Luxemburg · 
Macau ·  
Maleisië · 
Mali · 
Marokko · 
Mauritanië · 
Mexico · 
Moldavië ·
Mongolië · 
Namibië · 
Nederland · 
Nepal · 
Nieuw-Zeeland · 
Nigeria · 
Noord-Korea ·
Noord-Macedonië ·
Noorwegen ·
Oeganda · 
Oekraïne · 
Oezbekistan · 
Oman · 
Oost-Timor ·
Pakistan ·
Palestina · 
Panama ·
Paraguay · 
Peru ·
Polen · 
Portugal · 
Qatar · 
Rusland · 
Schotland · 
Senegal · 
Singapore · 
Slovenië · 
Slowakije · 
Soedan · 
Spanje · 
Sri Lanka · 
Syrië · 
Tadzjikistan · 
Taiwan · 
Tanzania · 
Thailand · 
Togo · 
Trinidad en Tobago · 
Tsjechië · 
Tunesië · 
Turkije · 
Turkmenistan · 
Uruguay · 
Venezuela · 
Verenigde Arabische Emiraten · 
Verenigde Staten · 
Vietnam · 
Wales · 
Wit-Rusland · 
Zambia ·
Zimbabwe ·
Zuid-Afrika · 
Zuid-Jemen · 
Zuid-Korea · 
Zweden
Argentinië (1992) · 
Argentinië (2022) · 
Egypte (2018) · 
Oekraïne (2006) · 
Rusland (2018) ·
Spanje (2006) ·
Tunesië (2006) ·
Uruguay (2018)